# Gastrotheca guentheri
Gastrotheca guentheri é uma espécie de anfíbio da família Hemiphractidae.
Pode ser encontrada nos seguintes países: Colômbia e Equador.
Os seus habitats naturais são: florestas subtropicais ou tropicais húmidas de baixa altitude, regiões subtropicais ou tropicais húmidas de alta altitude e rios.
Está ameaçada por perda de habitat.
É a única rã com dentes verdadeiros no maxilar inferior. Foi proposto em estudo recente que esta espécie re-evoluiu a dentição após esta estar ausente 200 milhões de anos, pondo em causa a Lei de Dollo.